# Alfonso Rendano

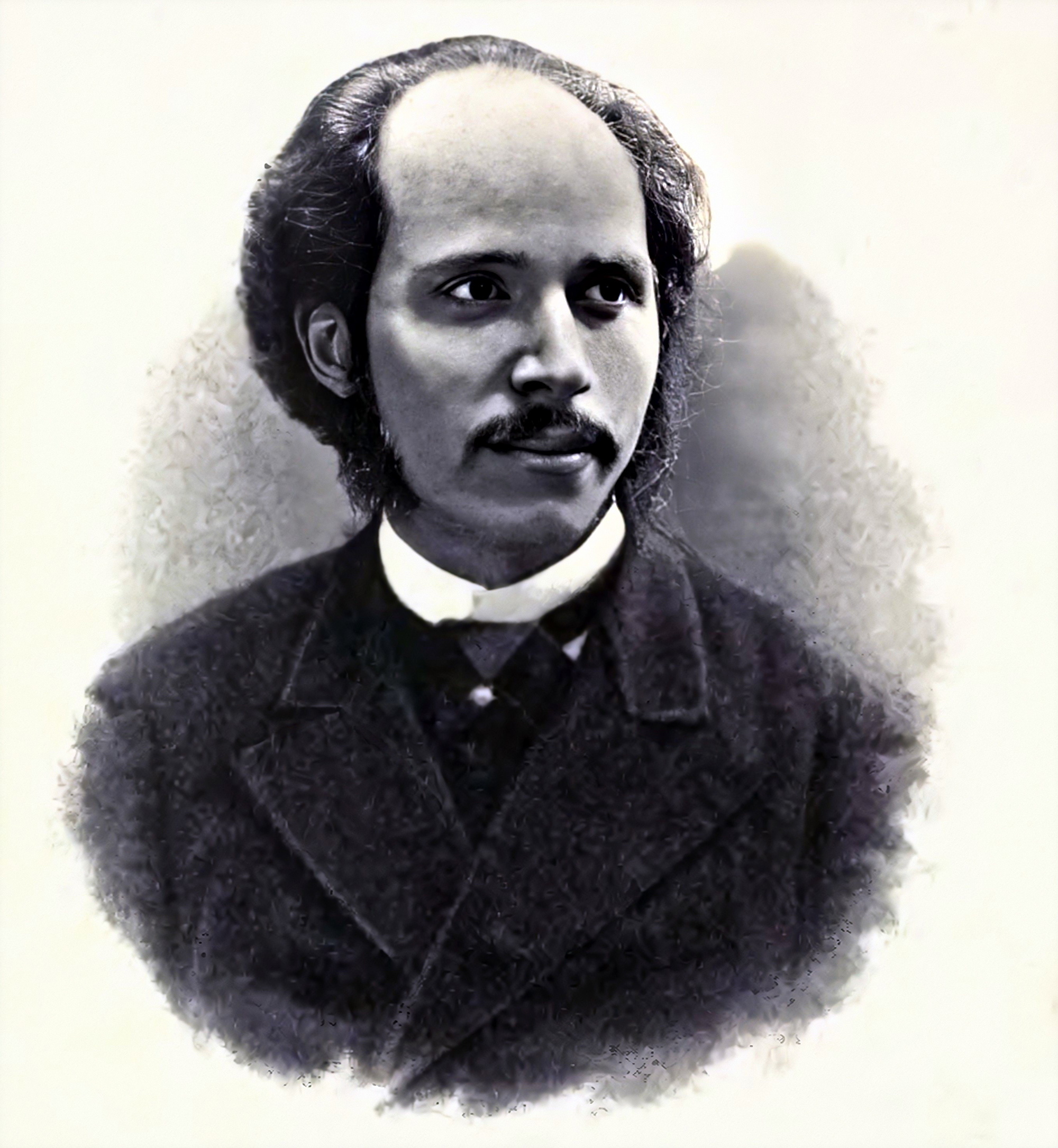
Alfonso Rendano (um 1884)

Alfonso Rendano (auch Alphonse Rendano, * 5. April 1853 in Carolei (bei Cosenza); † 10. September 1931 in Rom) war ein italienischer Pianist und Musikpädagoge.

## Leben und Werk
Alfonso Rendano war Schüler von Sigismund Thalberg in Neapel. Er konzertierte in Paris und London. Er studierte dann für kurze zeit bei Ernst Friedrich Richter und bei Carl Reinecke in Leipzig. Er wurde am Konservatorium von Neapel zum Professor für Klavier ernannt. Er gründete später eine private Musikschule, die für drei Jahre lang bestand. Er lebte zum Schluss in Rom.
Alfonso Rendano trat auch als Komponist hervor. Er schrieb die oper Consuelo (Turin 1902) sowie Orchesterwerke, ein Klavierkonzert, Kammermusik und Klavierstücke.